# Base nitơ

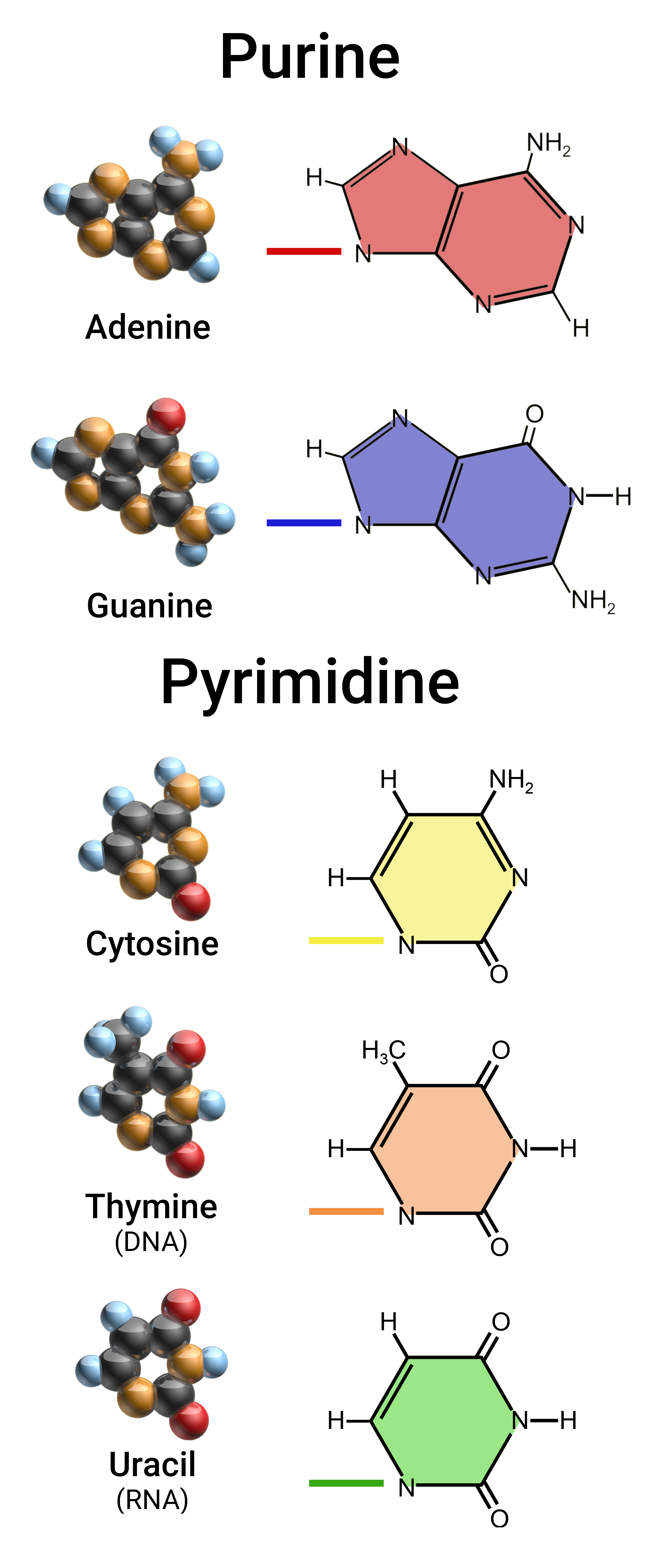
Các base nitơ thường gặp trong axit nucleic.

Base nitơ (hay base nucleotide, nucleobase) là các hợp chất sinh học chứa nitơ tạo thành các nucleoside, mà nucleoside lại là một thành phần của các monomer nucleotide – một thành phần quan trọng của của acid nucleic. Với khả năng tạo thành các cặp base và khả năng xếp chồng lên nhau, các base nitơ đã giúp hình thành nên các cấu trúc xoắn ốc chuỗi dài như của acid ribonucleic (RNA) và acid deoxyribonucleic (DNA). Base nitơ gồm năm loại là adenin (A), cytosin (C), guanin (G), thymin (T) và uracil (U). Chúng hoạt động như các đơn vị cơ bản của mã di truyền, với các base A, G, C và T có trong DNA trong khi A, G, C và U có trong RNA.

## Cấu trúc và vai trò sinh học

### Cấu trúc
Tất cả các base đều có chung một đặc điểm cấu tạo phân tử: một vòng sáu cạnh với bốn nguyên tử carbon và hai nguyên tử nitơ. Riêng nhóm purin thì "nhân" phân tử có thêm một vòng năm cạnh, được tạo bởi thêm một nguyên tử carbon và thêm hai nguyên tử nitơ. Còn pyrimidin chỉ có "nhân" là một vòng sáu cạnh. Hầu hết các nghiên cứu đã cho biết thường gặp năm loại base chính là: A, G, C, T và U, đồng thời cũng đã xác định phân tử DNA có A, T, G và C; còn phân tử RNA không có T mà thay bởi loại tương ứng là U. Tuy nhiên cũng đã phát hiện ngoại lệ.

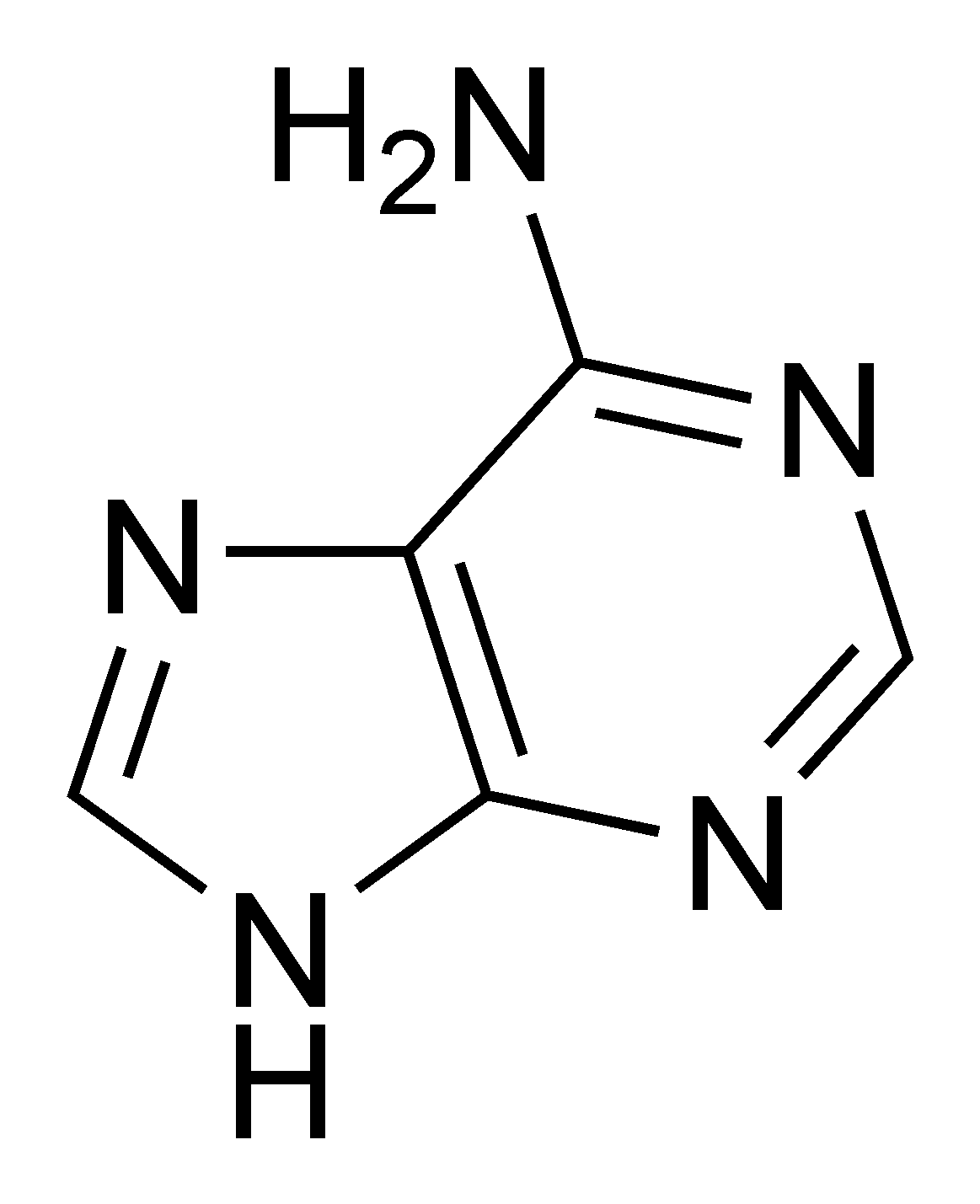
Adenin (có ở cả DNA và RNA).
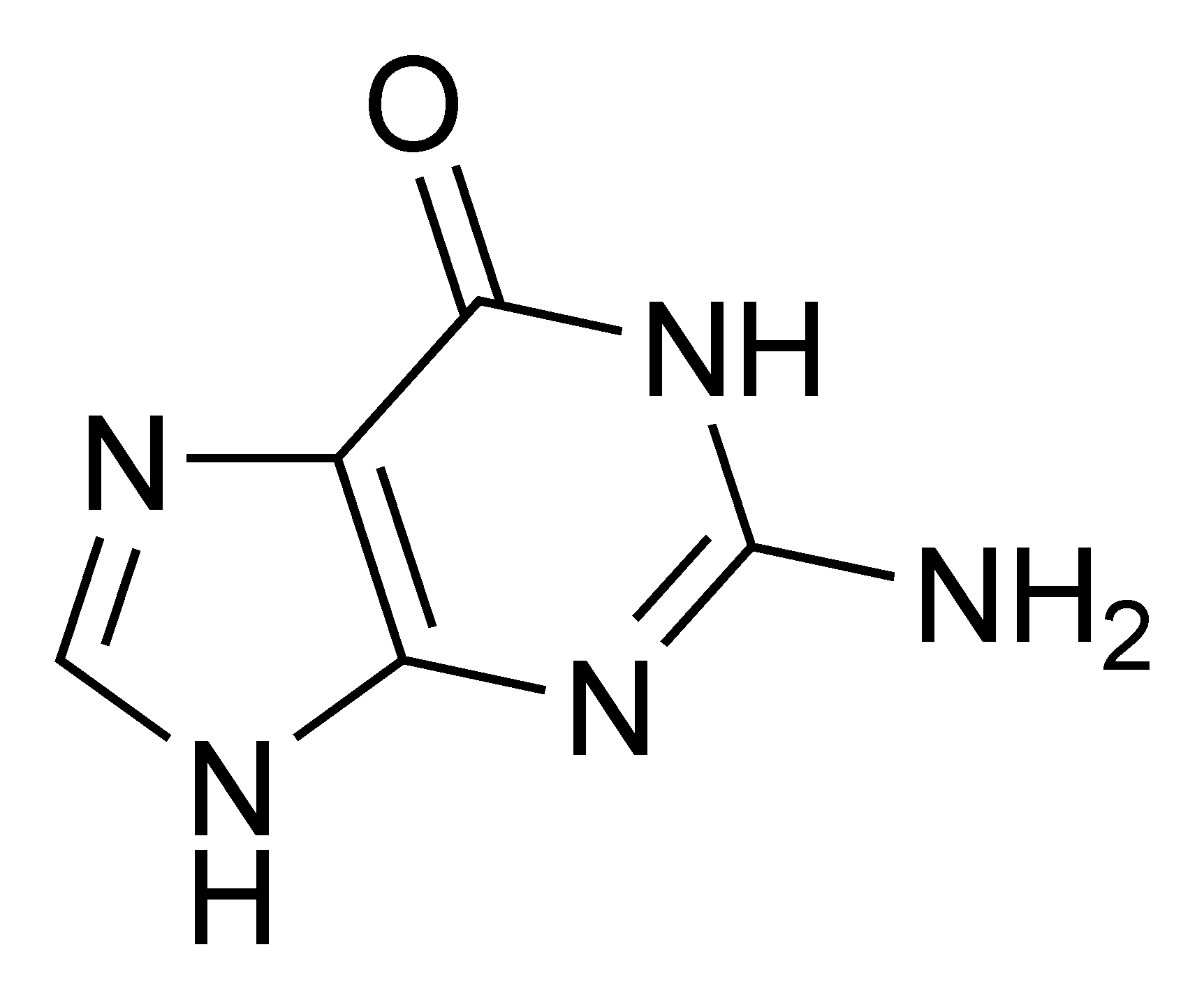
Guanin (có ở cả DNA và RNA).
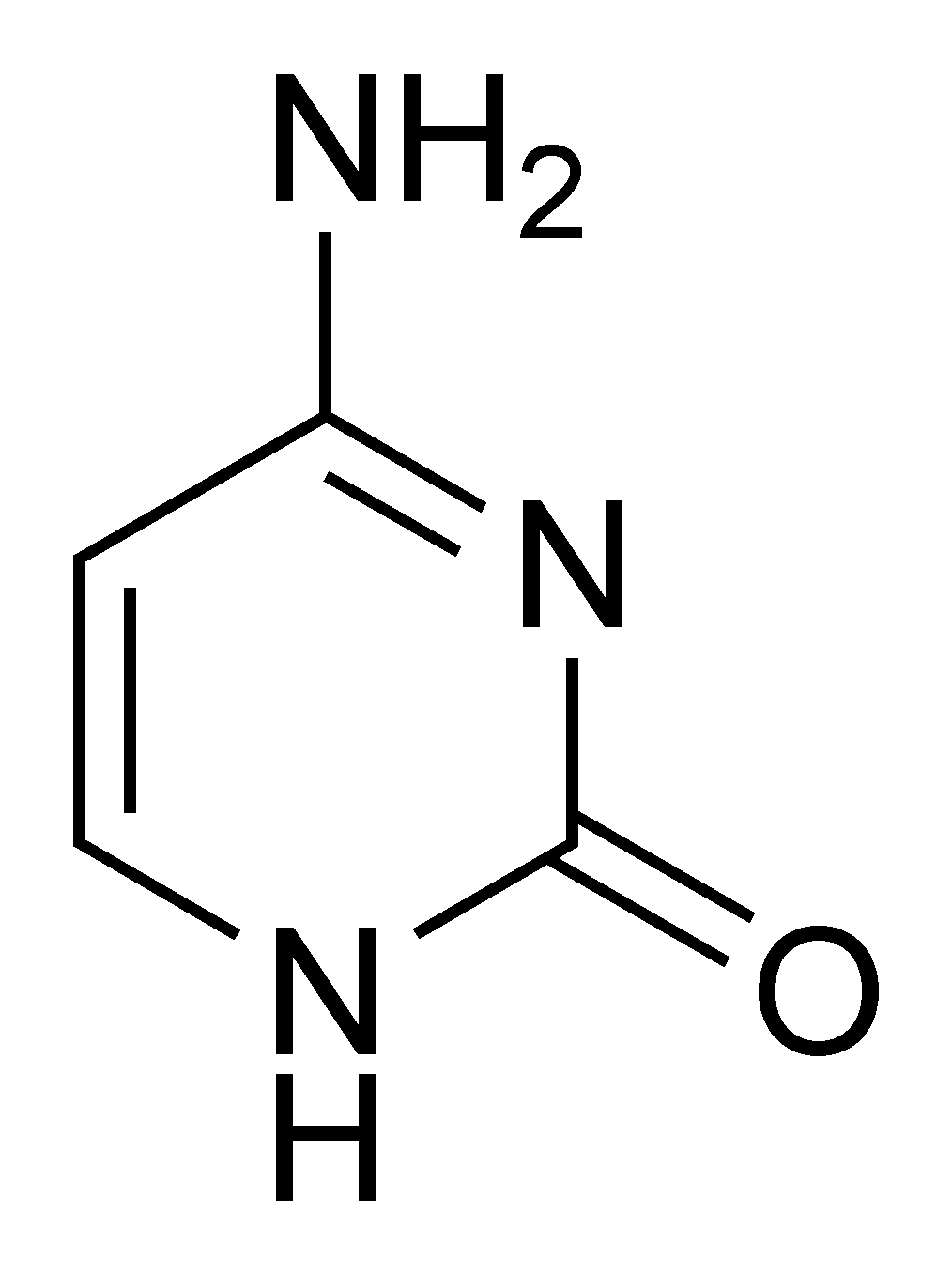
Cytosin (có ở cả DNA và RNA).
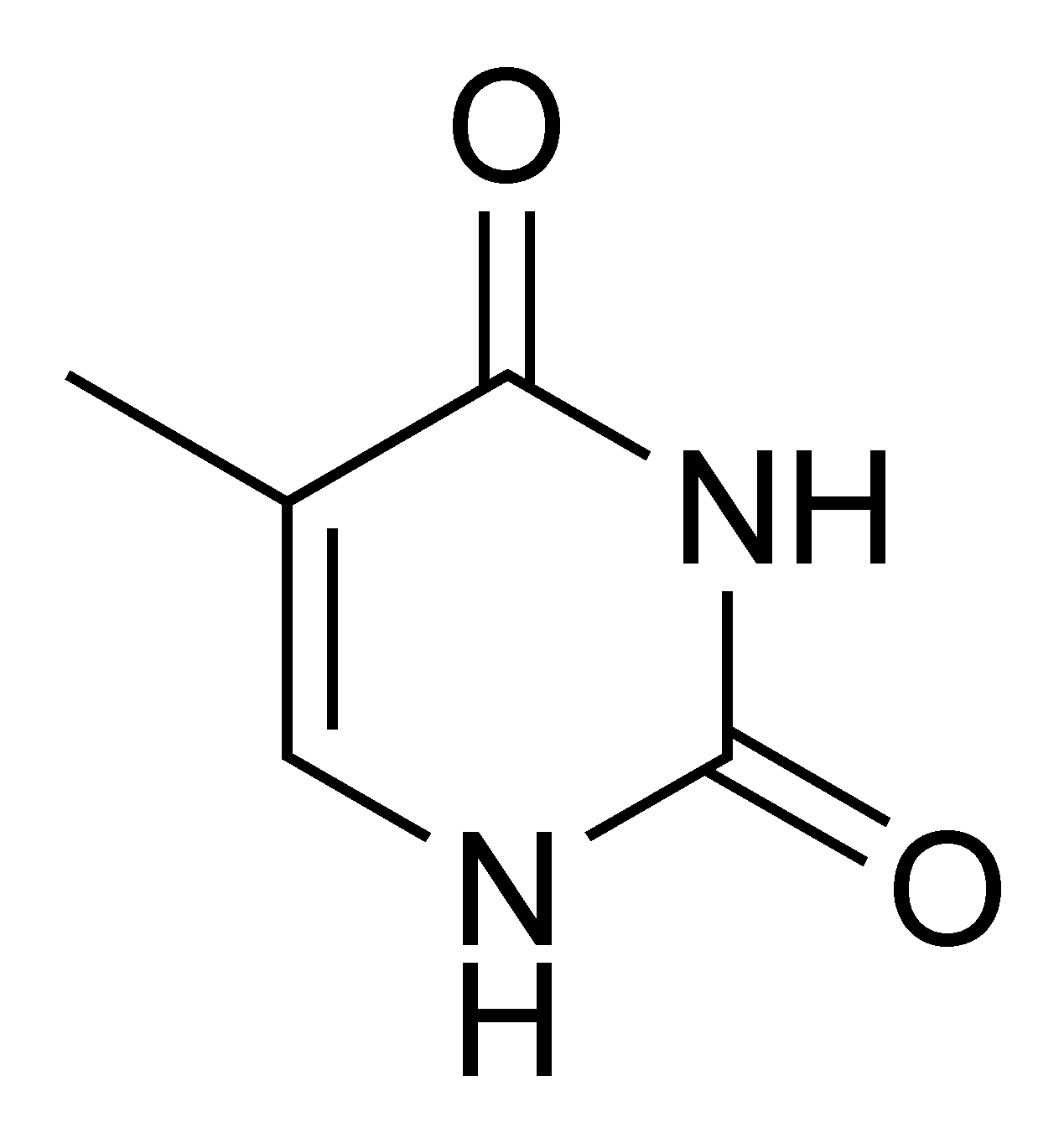
Thymin (chỉ có ở DNA).
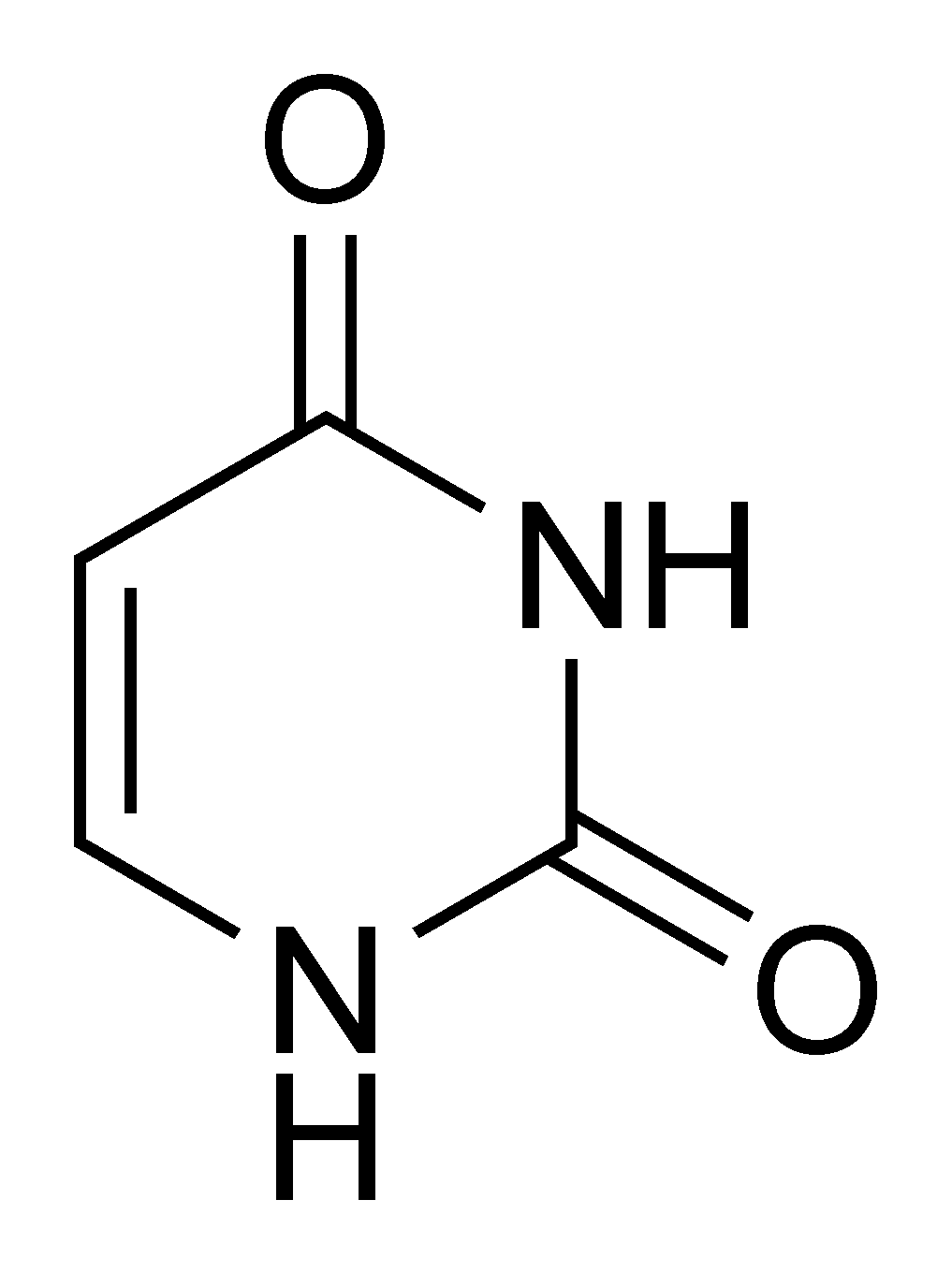
Uracil (chỉ có ở RNA).

### Liên kết
Trong một phân tử acid nucleic, mỗi base tạo liên kết với một phân tử đường pentose (có 5 nguyên tử carbon) và với gốc phosphat tạo thành một nucleotide. Các nucleotide liên kết với nhau nhờ liên kết phosphodiester tạo nên chuỗi polynucleotide, từ đó hình thành nên phân tử DNA hoặc RNA. Trong mỗi chuỗi, những liên kết phosphodiester tạo nên "xương sống" của chuỗi, các base được ít nhiều "tự do", nên trong điều kiện nhất định, các base có thể gắn với nhau bằng liên kết hydro theo nguyên tắc bổ sung, tạo ra các vòng lặp (loop trong chuỗi) hoặc tạo liên kết giữa hai mạch đơn của DNA, từ đó hình thành cấu trúc xoắn kép.

### Vai trò sinh học
- Các base là thành phần không thể thiếu để xây dựng các phân tử mang thông tin di truyền là DNA và RNA.
- Ngoài ra, chúng còn tham gia quá trình truyền tín hiệu tế bào và sự phát triển các vi ống ở tế bào.[3]